# 渡島吉岡站
渡島吉岡站（日语：／ Oshima-yoshioka eki */?）是位於北海道松前郡福島町字吉岡的北海道旅客鐵道（JR北海道）松前線的鐵路站。為急行列車「松前」的停車站。在1988年停用。

## 車站構造
- 島式月台1面2線。可以列車交會。
- 簡易委託站

## 車站週邊
- 北海道道636號渡島吉岡停車場線
- 福島町政廳吉岡分廳
- 福島町立吉岡小學
- 福島町立吉岡中學 (2010年3月關閉)
- 吉岡郵局

## 历史
- 1942年（昭和17年）11月1日 - 本站至千軒站開通，開設為日本國有鐵道之車站。客運站。
- 1946年（昭和21年）12月15日 - 本站至渡島大澤開通，成為中途站。
- 1970年（昭和45年）12月12日 - 業務委託化。
- 1982年（昭和57年）11月15日 - 貨物起卸服務停止。
- 1984年（昭和59年）2月1日 - 行李起卸服務停止。
- 1986年（昭和61年）11月1日 - 成為無人站。
- 1987年（昭和62年）4月1日 - 因國鐵分割民營化，本站成為北海道旅客鐵道的車站。
- 1988年（昭和63年）2月1日 -  松前線停運，本站也成為廢站。

## 相鄰車站
北海道旅客鐵道
松前線
白符－渡島吉岡－渡島大澤

## 相關項目
- 日本鐵路車站列表